# باميلا إل. غاي
باميلا إل. غاي (بالإنجليزية: Pamela L. Gay)‏ هي مدونة صوتية وعالمة فلك أمريكية، ولدت في 12 ديسمبر 1973 في كاليفورنيا في الولايات المتحدة.
تشترك غاي في جهود إتاحة العلم للعامة والتوعية التعليمية باعتبارها مديرة مشروع كوزموكويست؛ وهو مشروع علمي مدني يسعى إلى إشراك العامة في الأبحاث الفلكية والتحدث عن العلم ومواضيع التشكيك العلمي بصور عالمية ومن خلال التدوين الصوتي.

## بدايات حياتها ومسيرتها المهنية
ولدت غاي في كاليفورنيا وانتقلت مؤخرًا إلى وستفورد ماساشوستس حيث تدرّس في أكاديمية وستفورد. حصلت على بكالوريوس العلوم في الفلك من جامعة ميشيغان عام 1996 وعلى درجة الدكتوراه في علوم الفلك من جامعة تكساس في أوستن عام 2002. تُعد غاي أخصائية تعليمية ومختصة بالاتصالات وكبيرة العلماء في معهد العلوم الكوكبية. سابقًا، كانت غاي مديرة التقنية والعلم المدني في الجمعية الفلكية لقسم المحيط الهندي وقبل ذلك كانت بروفيسورًا باحثًا مساعدًا في مركز ستيم (مركز العلوم والتكنولوجيا والهندسة والرياضيات) في جامعة جنوب إلنوي إدواردسفيل. كانت غاي في مجلس (لجنة المدراء) للاتحاد الأمريكي لمراقبي النجم المتغير بالإضافة إلى منصبها في اللجنة التعليمية.
شاركت غاي في الجهود الإعلامية الأمريكية الجديدة فيما يتعلق بالسنة الدولية لعلم الفلك عام 2009.

## البحث
تركزت جهود غاي البحثية بشكل رئيسي على تحفيز المشاركة العلمية مع الإعلام والعلماء المدنيين بالإضافة إلى تحليل البيانات والتصوّر لإشراك العامة باعتبارهم شركاء في تحليل مجموعات البيانات الضخمة. تشمل الاهتمامات البحثية الأخرى متغير RR القيثارة، وفيه تعاونت مع علماء الفلك المحترفين والهواة لجمع البيانات المطلوبة.
وبينما تُعرف غاي لعملها في العلم المدني والتوعية التعليمية، فإن أغلب أبحاثها كانت مركزة على علم الفلك داخل المجري. أمن عمل غاي مع دافيد لامبيرت التأكيد على أن نظائر المغنزيوم مكون رئيسي في التركيب النووي للنجوم الضخمة، وأظهر أن النجوم التي تملك تكوينًا غريبًا أو شاذًا تتميز بوفرة نظائر المغنزيوم المميزة. أشيد بنتائج غاي ولامبيرت في أبحاث ثابت البناء الدقيق والتي تستخدم أنظمة امتصاص في أطياف المستعرات البعيدة.
بحثت غاي في عملها على التواصل في علم الفلك في الاتجاهات التعليمية بما في ذلك استخدام التدوين الصوتي، وذلك باستخدام مدونة سلاكير الفلكية الصوتية كدراسة حالة. استشهد الباحثون في جامعة سيدني بأستراليا بالدراسة، إذ اختبروا التدوين الصوتي كوسيلة لدعم التعليم، والاستفادة من مزاياه في مواجهة قيود وقت الطالب وحدود نطاقه الترددي المحتملة.
اختبر عمل غاي في اكتشاف محفزات متطوعي العلم المدني  مشروع زونيفرس؛ وهو مشروع تطور عن مبادرة غالاكسي زو عام 2007. استنتج العلماء الذين استشهدوا بالدراسة أن التجاوب العام كان إيجابيًا جدًا إذ حصد أكثر من 60 مليون تقييم.

## كوزموكويست
غاي هي مديرة المشروع العلمي المدني كوزموكويست، المشروع بالاشتراك مع بعثات وكالة ناسا، بما في ذلك فرق كل من بعثة داون مستكشف القمر المداري وبعثة ميسنجر ومعهد مراصد علوم الفضاء وذلك للقيام بسلسلة من المشاريع التي تهدف إلى رسم خريطة العوالم الصخرية واكتشاف الأغلفة الجوية للكواكب والأجسام الصغيرة التي تعبر النظام الشمسي.
يوفر المشروع واجهة للمستخدمين لمساعدتهم في التعرف ورسم خرائط وتحديد خصائص السطح باستخدام بيانات صورية توفرها بعثات ناسا. يُوصف تعداد الحفر أنه تمرين قيّم ولكن تصعُب أتمتته. تُحدد ميزات السطح مثل حجم الحفر وعمقها عن طريق المستخدمين الأفراد وتُرسل المساهمات للمشروع مرة أخرى، حيث تُجمع مع المساهمات الأخرى من العلماء المدنيين. يتضمن مشروع كوزموكويست رسامي خرائط للكواكب والقمر والكويكبات، ومشروعًا مستقبليًا هو محققو الكوكب. يتوفر تطبيق على الهواتف وهو جزء من مشروع رسم خرائط القمر ويحمل اسم Moon Mappers Crater Decay.
يوفر مشروع كوزموكويست أيضًا ورشات عمل للمعلمين ومناهج تعليمية لعلم الفلك على الإنترنت.

## التوعية التعليمية
اشتركت غاي في نشاطات تعميم العلوم وأيدت الجهود لخلق مجتمع علمي بين العامة، وهي مشاركة دورية في حفل النجم الافتراضي وهو فيديو أسبوعي يظهر فيه علماء فلك محترفون وهواة، عرضته شركة غوغل في مؤتمرها للمطورين في مقر الشركة الرئيسي في سان فرانسيسكو في يوليو عام 2012.
شاركت غاي أيضًا في التوعية بالشكوكية العلمية. كانت غاي في عام 2012 متحدثة في المؤتمر المميز-The Amazing Meeting  في لاس فيغاس بولاية نيفادا واشتركت في جلسة مع بيل ناي ونيل ديغراس تايسون وآخرين بعنوان مستقبلنا في الفضاء، ناقشت فيها دور البشر والتكنولوجيا في الاستكشاف القادم للفضاء.
كانت غاي متحدثة رئيسية في ملتقى المميزين عام 2012، ودعت فيه إلى اتخاذ إجراءات إيجابية على مستوى الأفراد لإيجاد حلول لقضايا التمييز واغتنام الفرص لتعزيز التعاون العلمي، كتبت غاي أيضًا عن تجربتها فيما يتعلق بالتحيز الجندري في مجال العلوم والأوساط الأكاديمية. كانت غاي متحدثة عن علوم الفلك في مؤتمر دراغون كون في أتلانتا بولاية جورجيا في عامي 2012 و2013 إذ تحدثت عن الأكوان المتعددة:103 بالإضافة إلى حدود الشكوكية كجزء من حلقة نقاشية شاركها فيها كل من مارغريت داوني وتيم فارلي وديبي جودارد ودي جي جروث وماسيمو بيجولوتشي.:101

## لتدوين الصوتي
تُشارك جاي في استضافة برنامج أسترونومي كاست الصوتي، وهو برنامج تعليمي ظهر لأول مرة في سبتمبر 2006 مع فريزر كين. يغطي البرنامج مجموعة متنوعة من الموضوعات، بما في ذلك المجموعة الشمسية وعلم الكونيات والثقوب السوداء والمفاهيم الخاطئة عن علم الفلك، ومحاولات لنشر ليس فقط ما نعرفه، بل وكيف نعرف ما نعرفه، وفقًا لما قاله كين.
كانت غاي إحدى مؤسسي برنامج سلاكر أسترونومي، وكانت شخصية صوتية للبرنامج من فبراير 2005 حتى انتهاء أول إعادة له في سبتمبر 2006.
بدأت غاي عام 2008 عملية عصف ذهني عبر البريد الإلكتروني بشأن برامج إعلامية جديدة محتملة لعام 2009 السنة الدولية لعلم الفلك (IYA). شمل النقاش مايكل كوبلمان من برنامد سلاكر أسترونومي، وفيل بليت من برنامج باد أسترونومي، وغيرهما من المشاركين في السنة الدولية لعلم الفلك، ونتج عن ذلك البرنامج الصوتي 365 يومًا لعلم الفلك. كان من المقرر أن ينشر البرنامج حلقة واحدة يوميًا على مدار عام 2009 بكامله، وكان من المخطط أصلاً عرضه فقط لتلك السنة.  كانت إحدى الركائز الأساسية في السنة الدولية لعلم الفلك هو جعل علم الفلك في متناول الجميع وسهل الوصول لكل شخص في أمريكا. وللقيام بذلك طُرحت تلسكوبات غاليليو، وكانت متاحة للشراء عبر الإنترنت مقابل 10 دولارات فقط لكل منها. يمكنك في الواقع رؤية حلقات زحل، هذا ما قالته غاي. وقد شاركت في مجموعة المهام الإعلامية الجديدة، «نحن بحاجة إلى إيصال كل هذه الأفكار وإشراك الأشخاص الذين لا يريدون الخروج من منازلهم، عبر الإنترنت».
منذ عام 2009، غاي هي مُحكّمة في جوائز بارسيك، وهي مجموعة جوائز سنوية أنشئت لتمييز التفوق في مدونات الخيال العلمي الصوتية ومدونات الروايات الصوتية. 

## الجوائز والتشريفات
- جائزة آيزاك أسيموف عام 2019 من الرابطة الإنسانية الأمريكية.[42]
- جائزة سيجما شي لباحث العام من جامعة إلينوي إدواردسفيل عام 2012.[43]
- المرحلة الأخيرة لجائزة براسيك لأفضل برنامج ترفيهي عن برنامج أسترونومي كاست الصوتي في أعوام 2007 إلى 2009 [44][45][46] و2011-2012.[47][48]
- المرحلة الأخيرة لجائزة براسيك لأفضل برنامج ترفيهي عن برنامج 365 يوم لعلم الفلك الصوتي في أعوام 2010 و2012[47][48][49] والفائز عام 2009.[46]

## الحياة الشخصية
تعيش غاي مع زوجها في جنوب إيلنوي وهي محبة للفروسية. ولدت في كاليفورنيا وقالت غاي إن مصدر الإلهام الأول أتى خلال العيش في كاليفورنيا من خلال الاعتياد على رؤية نفثات مكوك الفضاء عندما يهبط على أرض قاعدة إدوارد الجوية بالإضافة إلى مشاهدة الصور التلفزيونية لبعثة فوياجر وهي تعبر المشتري عام 1979 وهي بعمر الخامسة.
عندما كانت في الصف الثاني انتقلت غاي مع والديها إلى وستفورد بولاية ماساشوستس والتي وصفتها بأنها قرية صغيرة متواضعة ومفيدة لموقعها الحضري وسمائها الداكنة.  القرية هي موطن مرصد هايستاك حيث عملت في سنتها الأولى من الدراسة الثانوية.

## وصلات خارجية
- باميلا إل. غاي على موقع IMDb (الإنجليزية)